# Тахкуранна (волость)
Та́гкуранна (ест. Tahkuranna vald) — волость в Естонії, адміністративна одиниця повіту Пярнумаа.

## Географічні дані
Площа волості — 103,4 км2, чисельність населення на 1 січня 2015 року становила 2392 особи.

## Населені пункти
Адміністративний центр — село Уулу.
На території волості розташовані:
селище Вийсте (ест. Võiste alevik)
та 9 сіл (ест. küla):
Лааді (Laadi), Лейна (Leina), Лепакюла (Lepaküla), Мерекюла (Mereküla), Метсакюла (Metsaküla), Пійрумі (Piirumi), Рейу (Reiu), Тагкуранна (Tahkuranna), Уулу (Uulu).

## Історія

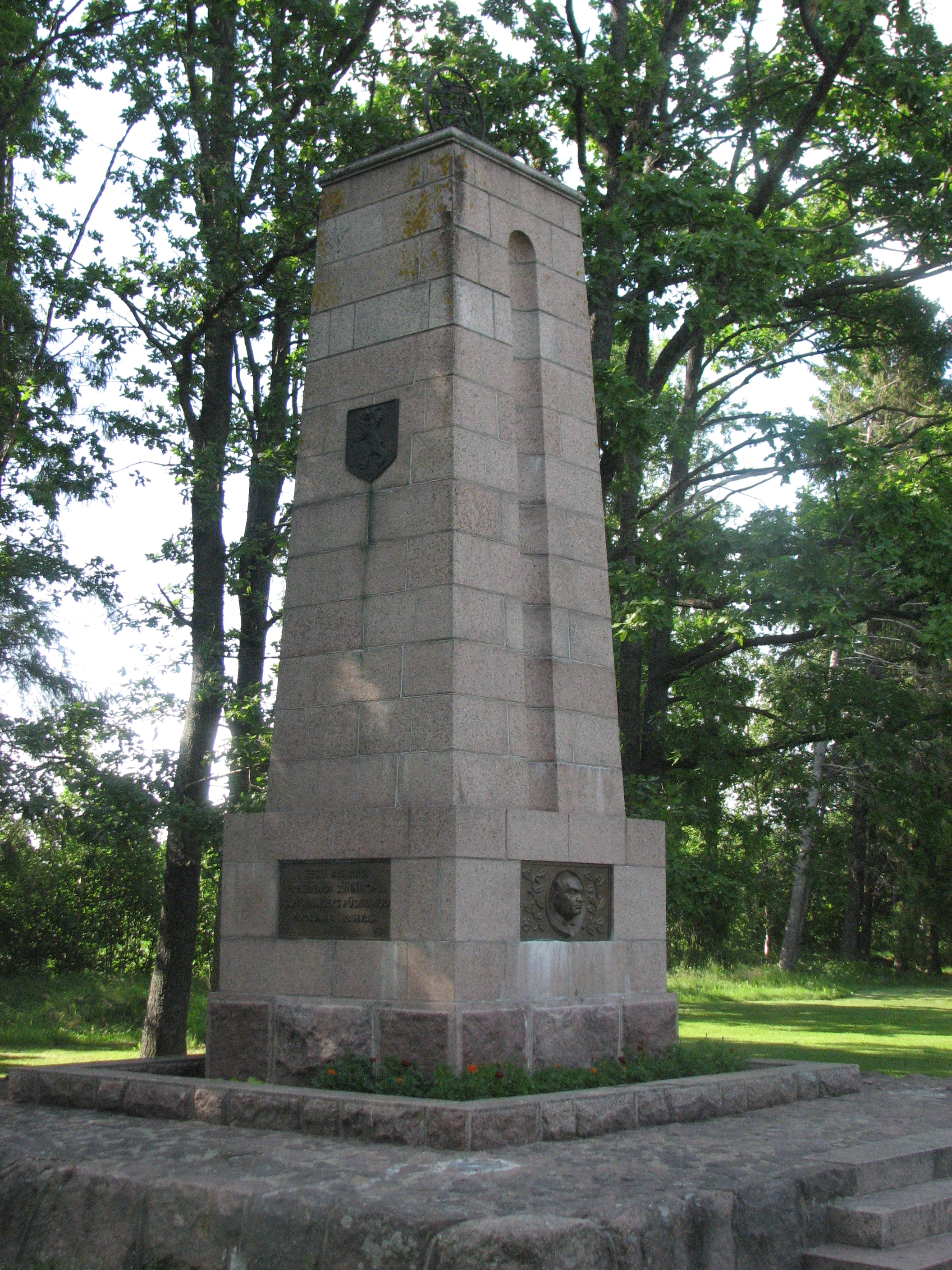
Пам'ятник Костянтину Пятсу в селі Тагкуранна

19 грудня 1991 року Уулуська сільська рада була перетворена на волость.
1 червня 1995 року волость Уулу (ест. Uulu vald) отримала нову назву — Тагкурана.
14 вересня 2015 року відновлений статус колишнього села Мерекюла.